# غراهام هاو
غراهام هاو (بالإنجليزية: Graham Howe)‏ هو مصور ومؤرخ أسترالي، ولد في 1950.

## وصلات خارجية
- غراهام هاو على موقع ديسكوغز (الإنجليزية)